# Tokyo Tapes
Tokyo Tapes е първият официален концертен албум на германската рок група „Скорпиънс“, издаден от „Ар Си Ей Рекърдс“ на 15 август 1978 г. Записите се състоят на 24 и 27 април 1978 г. в концертната зала на хотел „Накано Сън Плаза“ в Токио, част от турнето Taken by Force Tour (1977 – 1978). Това е последният запис на китариста Улрих Джон Рот с групата, като той напуска веднага след концертите в Япония, за да започне напълно самостоятелна музикална кариера. Tokyo Tapes съдържа песни от всичките пет студийни албума, които „Скорпиънс“ издават до този момент Lonesome Crow (1972), Fly to the Rainbow (1973), In Trance (1975), Virgin Killer (1976) и Taken by Force (1977).
С този албум, музикантите окончателното влизат на световния музикален пазар, като независима група и привличат повече внимание извън Европа. Tokyo Tapes, е първата им звукозаписна продукция, която при издаването си, попада в класациите на поне четири държави. В допълнение към положителния търговски успех в някои европейски страни, във Франция, Националният синдикат на фонографските издателства го сертифицира със златна плоча, за продадени 100 000 бройки до 1981 г. През 2015 г., в чест на 50-ата годишнина на „Скорпиънс“, албумът е ремастериран и издаден с втори бонус компактдиск, който включва допълнителни седем песни записани на живо, включително Hell Cat, Catch Your Train и националния химн на Япония.
В по-късни прегледи на различни музикални критици, Tokyo Tapes получава от тях предимно положителни отзиви в специализираната музикална преса и различни интернет сайтове, но е критикуван за вокалните изпълнения на Улрих Джон Рот, както и за включването няколко кавър песни на други, известни по това време изпълнители. Въпреки това, албумът е определен като мост между миналото и бъдещето на „Скорпиънс“, слагащ край на краутрок ератата.

## Описание
Към втората половина на 70-те години на 20-и век, „Скорпиънс“ постигат значителна популярност в Япония, след като албумите им Virgin Killer (1976) и Taken by Force (1977) получават златни сертификати там. Поради тази причина, японският промоутър опитва да убеди групата да направи няколко концерта там. Четири месеца след издаването на Taken by Force, музиканите приемат офертата и заминават за Токио, където първите концерти в тази страна са насрочени за април 1978 г. като част от турнето Taken by Force Tour (1977 – 1978). Концертният албум, е замислен предварително, като подарък за Улрих Джон Рот, за когото това е последното турне със „Скорпиънс“, а участието му в Япония, последният път, когато изнася концерт с групата.
Според вокалиста Клаус Майне, след като пристигат в Токио, те получават посрещане, което за първи път ги кара да се почувстват като международна група. В същия смисъл, барабанистът Херман Раребел казва, че по това време живеят в някаква бийтълмания и че най-накрая осъзнават какво е да си „рок звезда“. Рудолф Шенкер също говори за пристигането в Япония: „Когато пристигнахме на летището в Токио, стотици развълнувани фенове бяха там, за да ни посрещнат. Беше малко като бийтълмания. Имахме лимузини, бодигардове и всичко. За първи път ни третираха като „рок звезди“.”
Още преди издаването на Taken by Force, китаристът Улрих Джон Рот обмисля да напусне групата, за да продължи самостоятелна кариера, но остава за да завърши промоционалното турне. В интервю през 2006 г., попитан дали има някакви проблеми с останалата част от групата, той посочва: „Не, не, нямахме никакви проблеми в групата, имаше някои несъгласия в текстовете и неща, не бях доволен от някои от тях, от песните по това време, но продължихме и беше добро приятелство.“ Клаус Майне успява да го убеди да участва в записите на Tokyo Tapes, за да отпразнуват по някакъв начин „края на една ера“.

## Записване
Турнето в Япония се състои от пет концерта: три в Токио (23, 24 и 27 април), един в Нагоя (25 април) и друг в Осака (26 април), които започват в 19:00 ч., без подгряващ изпълнител. Записите на албума се състоят на две поредни дати в Токио, в концертната зала на хотел „Накано Сън Плаза“. За Улрих Джон Рот, първият концерт в японската столица е най-добрият, в интервю той казва: „Всичко беше точно тази вечер, никога не сме имали такова шоу през тези пет години.“ Въпросното представление обаче не е записано.
Tokyo Tapes съдържа песни от всички студийни продукции, издадени от групата дотогава, както и четири неиздавани песни. Първата от тях е All Night Long, която използват като начална песен за концертите си в предишни години, но която не е записана в албум, защото Улрих Джон Рот не я смята за достатъчно силна, за да бъде включена в някои от студийните им записи. Включени са и кавъри на рокендрол песни, сред които Hound Dog на Биг Мама Торнтън и Long Tall Sally на Литъл Ричард. Само за тези концерти „Скорпиънс“ добавят традиционната японска песен Kōjō no Tsuki. Според Клаус Майне, преди да отпътува за Япония, той се свързва с фен клуба им там, и предлага да му намерят песен от тяхната култура, която може да изпее с публиката. С помощта на касета, учител по японски език от Хановер и насърченяван от съпругата си Габи, той научава буквите и тяхното произношение. Клаус Майне обаче не уведомява останалите от групата, докато не пристигат в азиатската страна, така Улрих Джон Рот трябва да изпълни музиката на сцената, като хардрок песен.
По време на записите, има проблем със записването на атмосферата в самата зала, създадена от публиката. През април 2019 г. Улрих Джон Рот твърди, че японските инженери записват предварително зададените настройки с еквалайзер, което пречи на думите на Клаус Майне. Публиката не звучи правилно, но това не може да бъде променено. Поради тази причина се използва атмосферата от албума Frampton Comes Alive! на Питър Фрамптън, за да коригира грешката. По думите на китариста: „Просто оставихме всичко както си беше, с изключение на ръкоплясканията на публиката, защото забравихме да запишем публиката, така че нямахме звук от публиката. (...) Така, че публиката на Frampton Comes Alive! е на Tokyo Tapes от „Скорпиънс“. Имахме много публика, но тя не беше записана.“

## Издаване и търговски прием
Tokyo Tapes е издаден на 15 август 1978 г. от звукозаписната компания „Ар Си Ей Рекърдс“. През септември същата година, албумът достига до № 35 в Германия и отбелязва първата продукция на групата, която влиза в музикалната класация в тяхната страна. На 6 октомври 1978 г. дебютира под № 42 в Швеция, докато в Япония достига № 51 в националната класация на „Орикон“. Според списание „Кешбокс“ в Япония Tokyo Tapes постига златен статус за по-малко от година след публикуването си. Във Франция Tokyo Tapes достига позиция № 14 и през 1981 г. Националният синдикат на фонографските издателства го сертифицира със златна плоча, за продадени повече от 100 000 бройки в тази страна. За седмицата от 20 януари 1979 г. той достига № 207 в „Хот 100“ на американското списание „Билборд“.
През 2015 г. с ремастерираното издание, озаглавено Tokyo Tapes 50th Anniversary, отново влиза в германските, японските и френските класации, както и в Белгия, където достига до № 165. През август 1978 г. е издаден сингълът All Night Long във формат миниалбум, който включва четири от песните от албума: All Night Long, Fly to the Rainbow, Speedy's Coming и In Trance.

## Обложката
Оригиналната обложка, включва китариста Рудолф Шенкер, облегнат назад, и басистът Франсис Буххолц с гръб към камерата. Снимката е направена от германеца Ханс Г. Леман, който снима както пътуването до Япония, така и изпълненията им на живо. В съгласие с Клаус Майне, на обложката е поставена снимка на групата, направена директно на концертите и без предварително репетирана поза. В Япония е заменена от изображение на скорпион върху червена роза с черен фон зад нея.

## Ремастирано издание за 50-ата годишнина
Във връзка с честването на 50-ата годишнината на групата, на 6 ноември 2015 г. албумът, е преиздаден под заглавието Tokyo Tapes 50th Anniversary, с оригиналната си обложка. Това издание включва втори компактдиск с песни на живо, също от концертите в Япония, сред тях са Hell Cat, Catch Your Train и японският национален химн Kimigayo, които първоначално са отхвърлени да бъдат част от Tokyo Tapes.

## Оценки и възприемане
Tokyo Tapes получава положителни до отрицателни отзиви от музикалните критици. Едуардо Ривадавия от „Олмюзик“ го нарича „идеална колекция от най-големите хитове от първото десетилетие на „Скорпиънс““ и че предоставя перфектното въведение към ранния материал на групата. Той отбелязва „зрелищното изпълнение“ на Улрих Джон Рот, но критикува „ужасното му пеене“, както и песните Hound Dog и Long Tall Sally, които смята за „безсмислени версии“. Екипът на онлайн списанието „Поп Мастърс“, изразява подобно мнение относно рокендрол темите и вокалите на Улрих Джон Рот; въпреки че подчертава техниката си като китарист, особено в We'll Burn the Sky и Fly to the Rainbow. Той също така пише: „За повечето Tokyo Tapes служи като мост между миналото и бъдещето на „Скорпиънс“, какво беше и какво ще бъде“ и че „това е албум, записан на живо, брилянтен и забавен...“ Германското списание „Рок Хард“ посочва, че албумът е най-доброто доказателство за изразяване на поговорката, че „никой не е пророк в собствената си страна“. В публикацията се твърди, че това е историческо издание за германската музика, която бележи „окончателното навлизане на световния пазар за независима група, запазена преди това за клавишните инструменти на „Танджърин Дрийм“ и „Крафтверк““ и че по някакъв начин „завършва ерата краутрок“. Фрейзър Люри в рецензия на ремастерираните албуми за отбелязване на 50-тата годишнина на групата пише: „Tokyo Tapes може да се нареди до Made in Japan и Live and Dangerous, като един от великите албуми на живо от 70-те.“ от Пол Елиът от „Лоудърсаунд“ го класира на седмо място в „10-те най-добри концертни албума на всички времена“, отбелязвайки, че това е паметник на „Скорпиънс“ от миналото.

## Списък с песните
Страна едно
1. All Night Long (Улрих Джон Рот, Клаус Майне) – 3:44
2. Pictured Life (Рудолф Шенкер, Клаус Майне, Улрих Джон Рот) – 3:12
3. Backstage Queen (Рудолф Шенкер, Клаус Майне) – 3:44
4. Polar Nights (Улрих Джон Рот) – 6:43
5. In Trance (Рудолф Шенкер, Клаус Майне) – 5:25

Страна две
1. We'll Burn the Sky (Рудолф Шенкер, Моника Данеман) – 8:07
2. Suspender Love (Рудолф Шенкер, Клаус Майне) – 3:38
3. In Search of the Peace of Mind (Рудолф Шенкер, Михаел Шенкер, Клаус Майне, Лотар Хаймберг, Волфганг Дзиони) – 3:02
4. Fly to the Rainbow (Михаел Шенкер, Улрих Рот) – 9:39

Страна три
1. He´s A Woman - She´s A Man (Рудолф Шенкер, Клаус Майне, Херман Раребел) – 5:22
2. Speedy's Coming (Рудолф Шенкер, Клаус Майне) – 3:40
3. Top of the Bill (Рудолф Шенкер, Клаус Майне) – 6:45
4. Hound Dog (Лейбър, Столър) – 1:14
5. Long Tall Sally (Джонсън, Блекуил, Пениман) – 2:50

Страна четири
1. Steamrock Fever (Рудолф Шенкер, Клаус Майне) – 3:41
2. Dark Lady (Улрих Джон Рот) – 4:18
3. Kojo No Tsuki (Таки Рентаро|Р. Таки-B. Цуши/ „Скорпиънс“) – 3:35
4. Robot Man (Рудолф Шенкер, Клаус Майне) – 5:47

Бонус песни в изданието от 2015 г. за 50-тата годишнина на „Скорпиънс“
1. Hell Cat (Улрих Джон Рот) – 9:47 (записана на 27 април 1978 г.)
2. Catch Your Train (Рудолф Шенкер, Клаус Майне) – 3:52 (записана на 27 април 1978 г.)
3. Kimigayo (Йосисои Оку, Акимори Хаяси, Франц Екерт, аранжимент „Скорпиънс“) – 1:29 (Японският национален химн, записан 24 април 1978 г.)
4. Polar Nights (Улрих Джон Рот) – 7:32 (записан 24 април 1978)
5. He´s A Woman - She´s A Man (Рудолф Шенкер, Клаус Майне, Херман Раребел) – 6:06 (записана 24 април 1978 г.)
6. Top of the Bill (Рудолф Шенкер, Клаус Майне) – 10:48 (записана 24 април 1978 г.)
7. Robot Man (Рудолф Шенкер, Клаус Майне) – 6:49 (записана на 27 април 1978 г.)

## Състав
| - Клаус Майне – вокали - Рудолф Шенкер – ритъм китара - Улрих Джон Рот – основна китара, вокали на Pictured Life, Fly to the Rainbow и Dark Lady - Херман Раребел – барабани - Франсис Буххолц – бас Източник на информацията: Обложката на оригиналното издание на „Ар Си Ей Рекърдс“. | - Дитер Диркс – продукцент - Томатсу Йошида – звукова техника - Ханс Г. Леман – фотография - Франци Фроб – графики - Дитер Вегнер – ремастеринг |

## Позиция в класациите
| Класация                         | Най-висока позиция | Източник |         |
| 1978 г.                          | 1978 г.            | 1978 г.  | 1978 г. |
| -------------------------------- | ------------------ | -------- | ------- |
| Германия                         | 35                 | [ 16 ]   |         |
| САЩ („Хот 100“)                  | 207                | [ 22 ]   |         |
| САЩ („Кеш Бокс 200 Албуми“)      | 133                | [ 37 ]   |         |
| САЩ („Рекърд Уорлд Албум Чартс“) | 172                | [ 38 ]   |         |
| Швеция                           | 42                 | [ 17 ]   |         |
| Япония                           | 51                 | [ 18 ]   |         |
| 1979 г.                          |                    |          |         |
| Франция                          | 14                 | [ 20 ]   |         |

| Година | Класация | Позиция |
| ------ | -------- | ------- |
| 2015   | Япония   | 62      |
| 2015   | Германия | 70      |
| 2015   | Белгия   | 165     |
| 2015   | Франция  | 192     |

## Сертификати
| Държава | Сертифициращ орган                                  | Сертификат | Сертифицирани продажби | Източник |
| ------- | --------------------------------------------------- | ---------- | ---------------------- | -------- |
| Франция | Националеният синдикат на фонографските издателства | Златен     | 100 000                | [ 21 ]   |
| Япония  | Асоциация на звукозаписната индустрия на Япония     | Златен     | 100 000                | [ 19 ]   |

## Цитати
1. ↑  Ten Years of the Scorpions – There's a Sting in the Tale (PDF) //   Billboard, 1982-08-21. Посетен на 2023-01-25. (на английски)
2. ↑  Band //  History.   the-scorpions.com. Посетен на 2023-01-25. (на английски)
3. 1 2 3  Scorpions – Tokyo Tapes //  Scorpions.   discogs.com. Посетен на 2023-01-25.
4. 1 2  Taken By Force Tour //  Live.   the-scorpions.com. Посетен на 2023-01-25. (на английски)
5. ↑  Scorpions 2016, с. От 3:23 – 3:44.
6. ↑  Scorpions 2016, с. От 2:08 – 2:20 и 9:16 – 9:25.
7. 1 2 3  Syrjälä, Marko. ULI JON ROTH Contributed by Marko Syrjälä //   metal-rules.com, 2006-12-10.  Архивиран от оригинала на 2008-05-16. Посетен на 2023-01-25. (на английски)
8. ↑  Tokyo Tapes Documentary Part II - The Album //  Scorpions.   youtube.com. Посетен на 2023-01-25.
9. 1 2 3  Tokyo Tapes //   the-scorpions.com. Посетен на 2020-01-26. (на английски)
10. ↑  Scorpions 2016, с. От 4:38 – 4:52.
11. ↑  Tokyo Tapes Documentary Part IV - All Night Long //  Scorpions.   youtube.com. Посетен на 2023-01-25. (на английски)
12. ↑  Saksena, Vinaya. Uli Jon Roth "Tapping into the Music" //  I N T E R V I E W S.   maximummetal.com, 2015-05-20. Посетен на 2023-01-25. (на английски)
13. ↑  Tokyo Tapes Documentary Part V - Rock 'N' Roll Songs //  Scorpions.   youtube.com. Посетен на 2023-01-25. (на английски)
14. ↑  Tokyo Tapes Documentary Part II - The Album //  Scorpions.   youtube.com. Посетен на 2023-01-25. (на английски)
15. ↑  The Metal Voice. Uli Jon Roth reveals audience noise on Scorpions’ ‘Tokyo Tapes’ comes from a Peter Frampton live album //   sleazeroxx.com, 2019-04-18. Посетен на 2023-01-25. (на английски)
16. 1 2  Album – Scorpions, Tokyo Tapes //  Charts.de.   Media Control Charts. Посетен на 2020-01-26.
17. 1 2  Scorpions – Tokyo Tapes (album) //  Swedishcharts.com.   Media Control Charts. Посетен на 2020-01-26.
18. 1 2  Oricon Album Chart Book: Complete Edition 1970–2005 (in Japanese). Roppongi, Tokyo: Oricon Entertainment. 2006. ISBN 4-87131-077-9.
19. 1 2  The Scorpions (PDF) //  NEW FACES TO WATCH.   Cash Box, 1979-10-06. Посетен на 2023-11-14. (на английски)
20. 1 2  Le Détail des Albums de chaque Artiste //   infodisc.fr. Посетен на 2023-02-01. Вие трябва да изберете SCORPIONS от падащото меню (на френски)
21. 1 2  Les Certifications depuis 1973 //   infodisc.fr. Посетен на 2023-01-27. Вие трябва да изберете SCORPIONS от падащото меню (на френски)
22. 1 2  Bubbling Under The Top LPs (pdf) //  BILLBOARD ARBITRON RATINGS.   Billboard, 1978. (на английски)
23. 1 2  Six SCORPIONS Albums Simultaneously Land On German Chart //  News.   blabbermouth.net, 2015-11-19. Посетен на 2023-01-27. (на английски)
24. 1 2  スコーピオンズ //  スコーピオンズのランキング.   oricon.co.jp.  Архивиран от оригинала на 2016-04-04. Посетен на 2023-01-27.
25. 1 2  SCORPIONS - TOKYO TAPES (ALBUM) //   lescharts.com. Посетен на 2023-01-27. (на френски)
26. 1 2  Scorpions – Tokyo Tapes //  Charts.   ultratop.be. Посетен на 2023-01-27. (на английски)
27. ↑  All Night Long //  DISCOGRAPHY.   the-scorpions.com. Посетен на 2023-01-27. (на английски)
28. ↑  Tokyo Tapes Documentary Part III - Artwork //  Scorpions.   youtube.com. Посетен на 2023-01-27. (на английски)
29. ↑  SCORPIONS: 'Tokyo Tapes' 50th-Anniversary Deluxe Edition Audio Samples //  News.   blabbermouth.net, 2015-12-11. Посетен на 2023-01-27. (на английски)
30. ↑  Scorpions – Tokyo Tapes; 50th Anniversary Deluxe Editions //  Scorpions.   discogs.com. Посетен на 2023-01-27. Released:	6 nov 2015 (на английски)
31. 1 2  Rivadavia, Eduardo. Tokyo Tapes Review by Eduardo Rivadavia //  Scorpions.   allmusic.com. Посетен на 2023-01-27. (на английски)
32. ↑  Larkin 2006, с. 1976.
33. 1 2  Lewry, Fraser. Scorpions: Reissues //  Reviews.   loudersound.com, 2015-10-30. Посетен на 2023-01-27. (на английски)
34. ↑  PopMatters Staff. The Scorpions: Tokyo Tapes //   popmatters.com, 2003-03-30. Посетен на 2023-01-27. (на английски)
35. ↑  SCORPIONS Tokyo Tapes //  REVIEWS.   rockhard.de. Посетен на 2023-01-27. (на немски)
36. ↑  Elliot, Paul. The 10 Best Live Albums Of All Time //   loudersound.com, 2015-06-22.  Архивиран от оригинала на 2019-08-04. Посетен на 2023-01-27. (на английски)
37. ↑  Cashbox Top Albums/101 to 200 (PDF) //   Cash Box, 1979-01-13. Посетен на 2023-11-14. en
38. ↑  151-200 ALBUM CHART (PDF) //   Record World, 1978-12-16. Посетен на 2023-11-14. (на английски)